# Ernst Emil Jackobs
Ernst Emil Jacobs (ur. 1895, zm. ?) – zbrodniarz nazistowski, członek załogi niemieckiego obozu koncentracyjnego Buchenwald w stopniu SS-Hauptscharführer.
Z zawodu inspektor ubezpieczeniowy. Członek NSDAP (od 1939) i SS. W czasie II wojny światowej pełnił służbę w Buchenwaldzie między innymi jako kierownik komanda więźniarskiego w fabryce Gustloffa (od lata 1943 do kwietnia 1945).
W procesie US vs. Ernst Emil Jacobs, który toczył się w dniach 31 października – 5 listopada 1947 przed amerykańskim Trybunałem Wojskowym w Dachau skazany został na 15 lat pozbawienia wolności. Jak ustalił trybunał, oskarżony, wraz z innym esesmanem o nazwisku Schmidt, wprowadził rządy terroru w podległym mu komandzie. Jacobs bił więźniów kijem i znęcał się nad nimi na inne sposoby, niektórych trwale okaleczył.